# Saniat Berguig
Saniat Berguig (àrab سانية برڭيڭ) és una comuna rural de la província de Sidi Bennour de la regió de Casablanca-Settat. Segons el cens de 2014 tenia una població total de 28.854 persones.